# Всемирная исламская лига
Всемирная исламская лига создана в 1962 году по инициативе Саудовской Аравии и активном участии США.
Реально целями организации, помимо декларируемых чисто мусульманских дел, являются укрепление позиций мусульманского духовенства и Саудовской Аравии. При этом насилие также отрицается[прояснить].
Штаб-квартира находится в Мекке, филиалы в Медине, Эр-Рияде и Джидде.
Высшим органом является Учредительный совет, включающий представителей от 29 стран. Лига имеет четыре региональных координационных совета.
Финансирование осуществляется Саудовской Аравией.
С 1974 года ВИЛ получила консультативный статус при ООН.
На сегодняшний день Генсеком ВИЛи является доктор Мухаммед ибн Абдул-Карим аль-Иса с 2016 года.